# Diradops vilmae
Diradops vilmae là một loài tò vò trong họ Ichneumonidae.